# Neil Oatley
Neil Oatley (ur. 12 czerwca 1954 w Camberwell w Surrey) – brytyjski projektant, pracownik zespołu McLaren w Formule 1.

## Życiorys
Po ukończeniu Loughborough University w 1976 roku i uzyskaniu dyplomu inżyniera samochodowego Oatley rozpoczął pracę w Dynamics Consine, firmie projektującej walce drogowe. Pod koniec 1977 roku został zatrudniony w Williams Grand Prix Engineering, gdzie wraz z Patrickiem Head i Frank Dernie pracował jako rysownik projektant. W ciągu siedmiu lat pracy stał się inżynierem wyścigowym Claya Regazzoniego w 1979 roku i Carlosa Reutemanna w 1980 oraz 1981, a następnie Jacques’a Laffite’a. Pracował również z Alanem Jonesem i Keke Rosbergiem.
Pod koniec 1984 roku został zatrudniony przez Carla Haasa by stać się współpracownikiem głównego projektanta Beatrice’a. Gdy pod koniec 1986 roku program został zamknięty Oatley przeniusł się do McLarena, gdzie współpracował z Johnem Barnardem, dopóki ten nie przeniósł się do Ferrari.
Od 1988 roku był głównym projektantem McLarena, jednak w 2003 roku rozpoczął pracę jako dyrektor wykonawczy ds. technicznych.
Jest członkiem British Racing Drivers’ Club.